# Three Moon
Three Moon är en ort i Australien. Den ligger i kommunen North Burnett och delstaten Queensland, omkring 340 kilometer nordväst om delstatshuvudstaden Brisbane. Antalet invånare är 306.
Trakten runt Three Moon är nära nog obefolkad, med mindre än två invånare per kvadratkilometer.. Det finns inga andra samhällen i närheten.
Omgivningarna runt Three Moon är huvudsakligen savann. Genomsnittlig årsnederbörd är 1 122 millimeter. Den regnigaste månaden är januari, med i genomsnitt 242 mm nederbörd, och den torraste är september, med 32 mm nederbörd.